# Graner

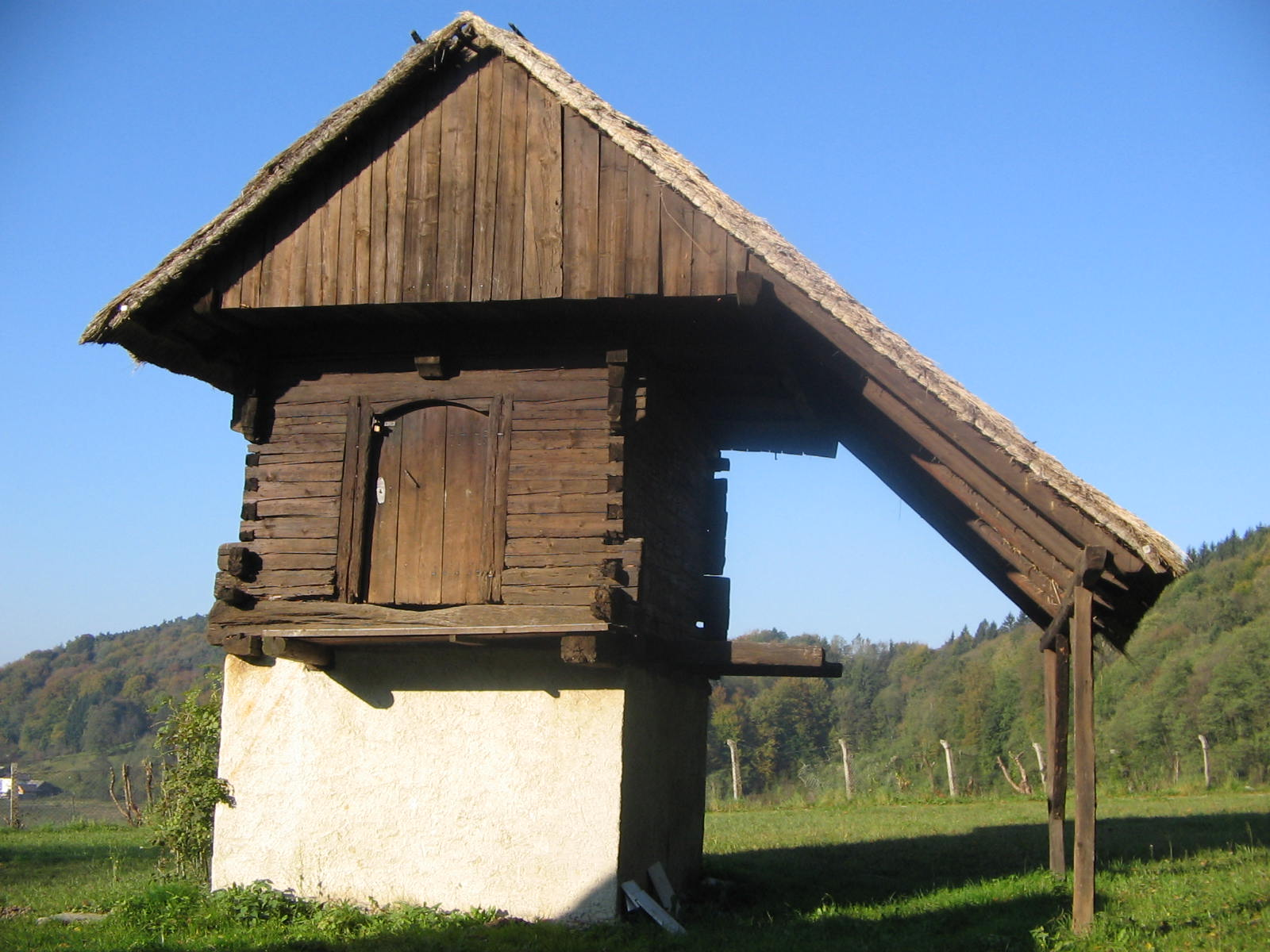
Un graner de fusta

Un graner és un magatzem de cereal i menjar animal. S'acostumen a construir en llocs allunyats de l'amenaça de petits depredadors, com ratolins o ocells. Són molt semblants a les sitges.

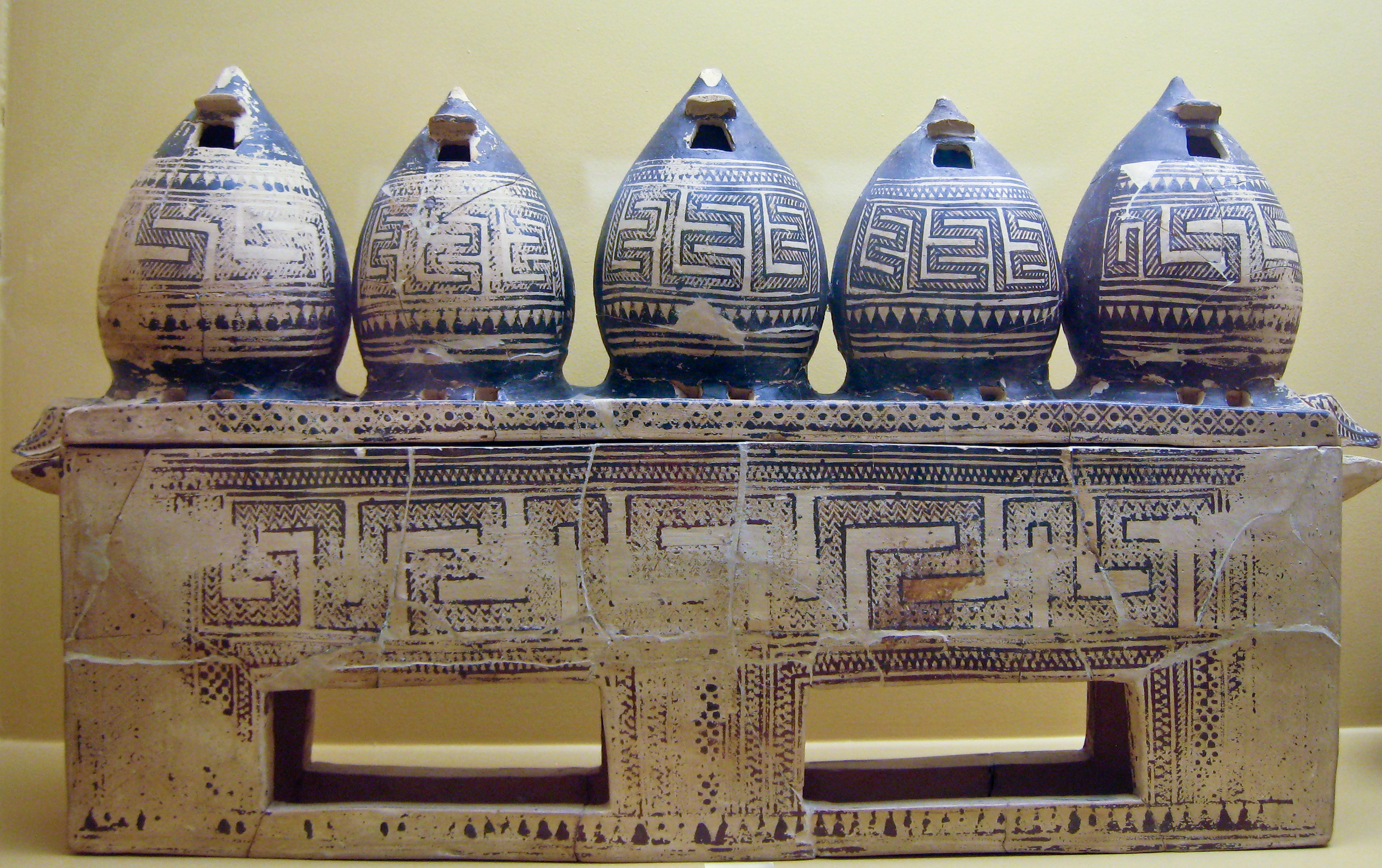
Graner de l'Antiga Grècia, 850 aC

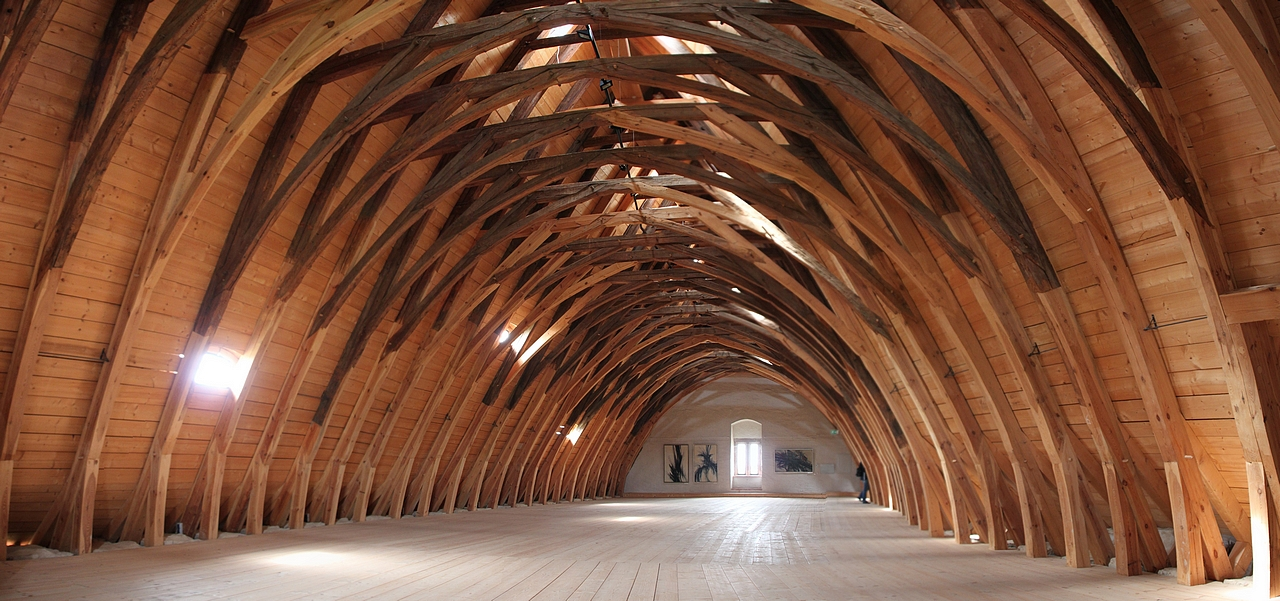
Graner (1394/1395) a Leisnig, Alemanya.

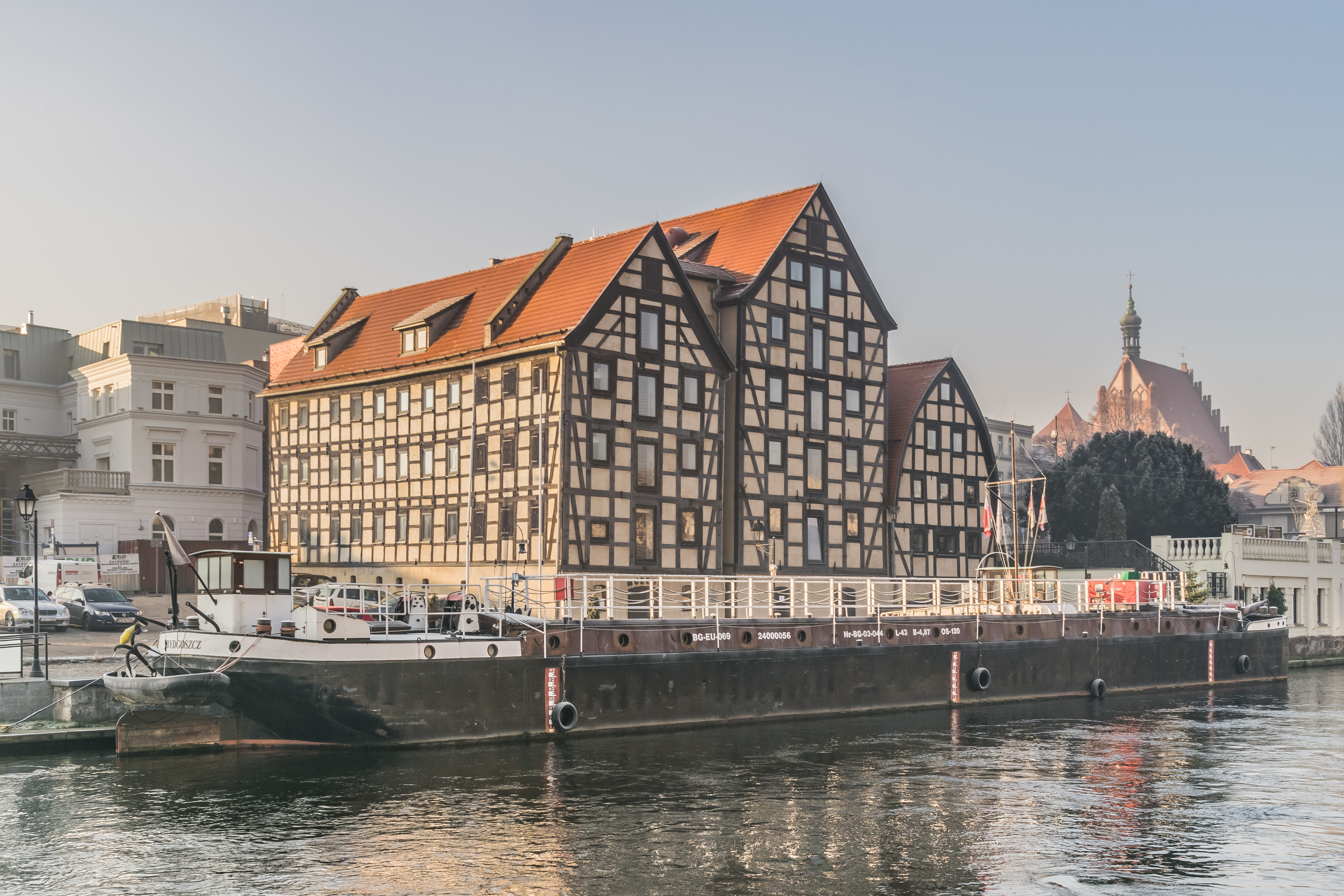
Graner a Bydgoszcz, Polònia sobre el riu Brda.

Els graners més antics es feien de terrissa.

## Orígens
Els graners més antics daten del 10è mil·lenni a.C. i estaven situats en el Neolític preceràmic de la vall del riu Jordà. Els primers graners eren construccions simples, utilitzades per a usos agrícoles i de mida reduïda. Mesuraven uns 3 x 3 m i tenien pisos suspesos per protegir els grans dels rosegadors i dels insectes a més de donar més circulació d'aire. Aquests graners van ser seguits pels de Mehrgarh a la vall de l'Indus del 6000 a.C. En l'antic Egipte com que el seu clima era molt sec, es podia emmagatzemar el gra en excavacions dins terra. Durant l'Imperi Romà els graners tenien el sòl cobert amb rajols i les parets amb una barreja de fang i pòsit de l'oli, que un cop assecat feien el graner apte per emmagatzemar les collites.
L'Edat Mitjana va veure el sorgiment de diversos graners com el graner anglès o els hórreos, típics del nord-oest d'Espanya, així com graners fortificats a les zones de control musulmà. També es van desenvolupar durant els segles XIV i XV als masos de Catalunya habitacles reservats per a l'emmagatzematge del gra, anomenats també graners, que posteriorment passarien a ser construccions independents. A mesura que avançava la industrialització, els graners van evolucionar per acomodar noves tècniques i materials.

## Graners moderns
En l'actualitat sovint s'utilitzen graners fabricats d'acer per emmagatzemar el gra al camp fins que se'l trasllada a grans instal·lacions per al seu emmagatzematge. Les grans instal·lacions mecanitzades són denominades elevadors de grans.
Els graners moderns es construeixen tots pràcticament sobre el mateix pla. L'equip mecànic per rebre i descarregar el gra és molt similar a tots els graners moderns. En general, el graner s'aixeca sobre un moll on poden atracar i descarregar grans vaixells. Al costat de terra, les vies de ferrocarril connecten el magatzem amb les principals línies del seu districte; l'accessibilitat a un canal és un avantatge. La descàrrega dels vaixells sol realitzar-se mitjançant elevadors de catúfols que se submergeixen a la càrrega, encara que en alguns casos se substitueixen per elevadors pneumàtics. Una cinta transportadora amb carro de descàrrega distribueix ràpidament una càrrega pesada de gra. Les cintes transportadores serveixen igualment per carregar o descarregar les sitges. Les sitges estan sempre proveïdes de fons de tremuja, i qualsevol sitja pot ser buidada eficaçment per la banda, que corre per sota, ja sigui en un soterrani o en un túnel especialment construït. Tots els graners han d'estar proveïts d'una planta suficient de maquinària de neteja per eliminar del gra les impureses que puguin ser perjudicials per a les qualitats d'emmagatzematge. La principal d'aquestes màquines són els separadors de magatzem que funcionen mitjançant tamisos i corrents d'aire.
El típic magatzem de gra està equipat amb una sèrie de càmeres per a l'emmagatzematge de gra que es coneixen com a sitges, i poden estar construïts de fusta, maó, ferro o ferro-ciment. Les sitges de fusta solen ser quadrades, fetes de llistons plans de fusta clavats els uns sobre els altres, i solapades de tal manera a les cantonades que alternativament un llistó longitudinal i un altre transversal s'estenen més enllà de la cantonada. Els buits s'omplen amb peces curtes de fusta clavades fermament, i així tota la paret de la sitja és sòlida. Aquest tipus de sitja gaudia antigament de gran popularitat, però presenta certs inconvenients, com la possibilitat de podridura seca, mentre que els corcs són propensos a allotjar-se als intersticis, llevat que es practiqui el rentat amb calç. Els maons i el ciment són bons materials per construir sitges de forma hexagonal, però requereixen fonaments profunds i parets sòlides. Les sitges de ferro de forma circular s'utilitzen en certa manera a Gran Bretanya, però són més comunes a Amèrica del Nord i del Sud. Si escau, les parets són molt més primes que amb qualsevol altre material, però la condensació contra la paret interior en temps humit és un inconvenient en climes humits. Les sitges cisterna cilíndriques també s'han fabricat amb teules ignífugues.

## Tipus de construcció
Els graners es construïen de diferents maneres en funció del volum d'emmagatzematge. Mentre que els més petits es construïen directament a les granges, els més grans s'ubicaven a castells o monestirs, a ports o a l'interior de les ciutats. Es van desenvolupar diferents mètodes de construcció per tal de mantenir l'emmagatzematge de gra el més sec i lliure de plagues possible.

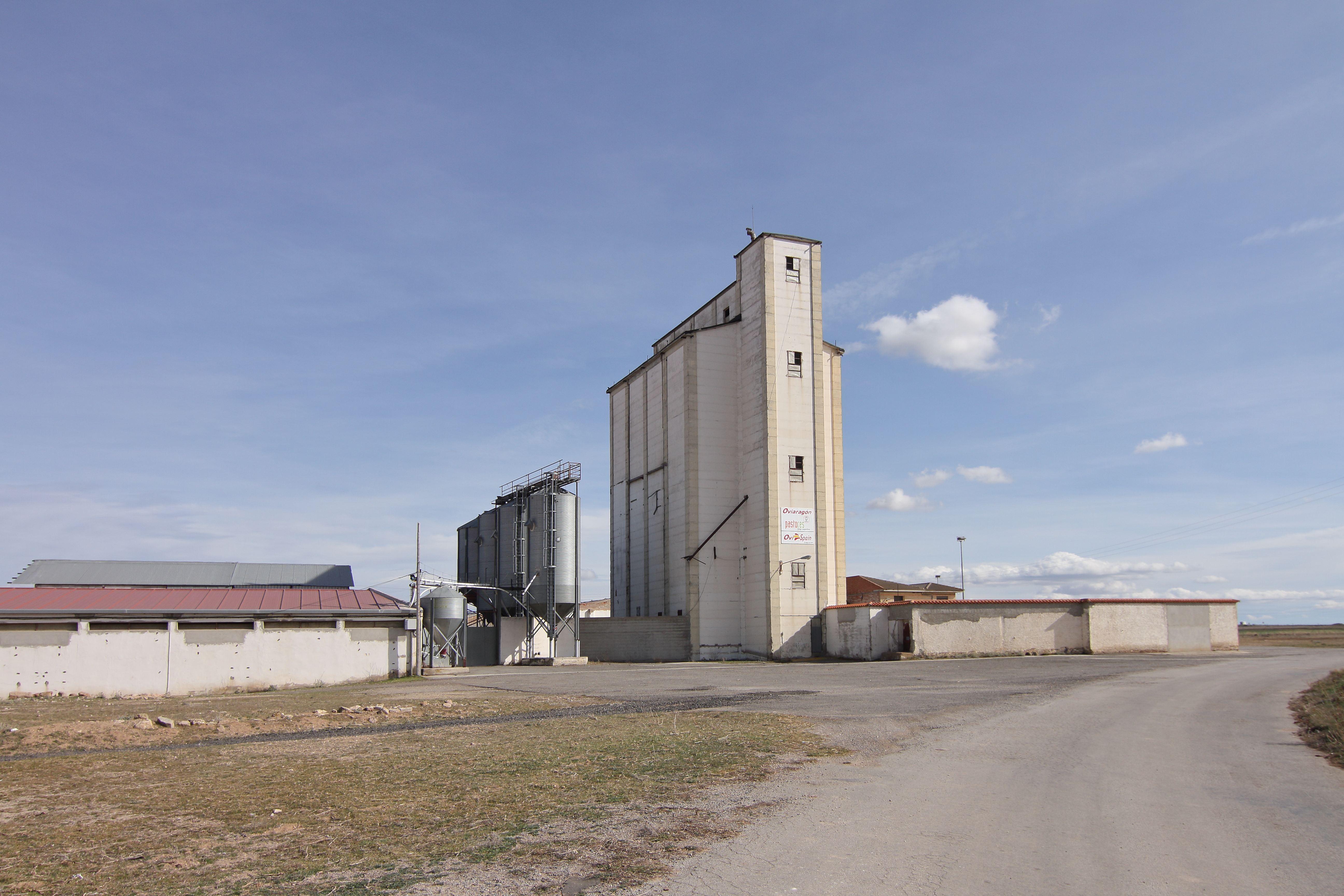
Sitja

Es fa una distinció bàsica entre graners i sitges. Els graners són d'una estructura semblant a la d'un edifici d'una planta, amb una gran superfície de sòl i poca alçada. Són transitables, ja que el gra s'ha de desplaçar una vegada i una altra (manualment o mecànicament) per conservar-lo. Han de disposar de dispositius de ventilació, per exemple finestres, per assecar el gra. Les sitges són magatzems de pou, és a dir, edificis dividits per envans verticals en sales individuals de poca superfície i gran altura.
En funció de l'antiguitat, la mida i les necessitats, hi ha diferents equipaments tècnics. Per al transport vertical i horitzontal són possibles diversos sistemes de transport, com cabrestants i elevadors, transportadors de cargol o cintes transportadores. A més, sovint es disposa de bàscules o dispositius per a la neteja (per exemple, garbells i escombrat pel vent).
A les zones seques, són habituals les fosses o cellers de gra. Aquests dipòsits subterranis es construeixen en un lloc elevat i protegit de les inundacions.
En molts casos, els graners es construïen lluny dels edificis habitats a causa de l'alt risc d'incendi. Com que era imperatiu que estiguessin secs, qualsevol xemeneia o fogó com els que es trobaven als habitatges habitats era una font potencial de perill

## Detalls sobre el blat i altres cereals

### Densitat
La densitat del blat en gra al 12% d’humitat és de 766 kg/m3.

### Control d'humitat
La conservació dels cereals en graners ha estat objecte de nombrosos estudis.
Les condicions ideals per a una bona conservació del cereal són 10 graus C i 12% d’humitat. Els cereals acabats de collir acostumen a tenir una humitat massa alta. Per tal d’evitar fermentacions, escalfament i aparició de fongs és aconsellable assecar el gra abans d’emmagatzemar-lo. El sistema tradicional era escampar-lo en capes fines al sol. Modernament es poden emprar sistemes d’assecat per ventilació forçada.

### Unitats de mesura

#### Romanes
- Modius (1 modius = 8, 754 litres).
- Semodii (0, 5 modius o 4, 377 litres).
- Congius (3 congius = 1 modius).
- Sextarius (16 sextarius = 1 modius o 1 sextarius = 0, 547 litres).
- Hemina (igual a mig sextarius, és a dir 32 hemina = 1 modius; o 1 hemina = 0, 274 litres).
- Quartarii (64 quartarii = 1 modius; o 1 quartarii = 0, 137 litres)
- Acetabalum (un quart d'hemina és a dir 128 acetabalum = 1 modius  o 1 acetabalum = 0, 068 litres).
- Cyathus (192 cyathus = 1 modius).

#### Medievals
- Salma.[8]
- Aimina.[9]
- Quartó.[10]
- "Celemín".[11]

## Documents
Al llarg del temps hi ha hagut exemples de la importància dels graners. Una petita mostra aleatòria a continuació.

### Els graners d’Egipte
Josep interpretà els somnis del faraó anunciant set anys d’abundància i set anys de fam. I aconsellà la construcció de graners per a guardar els cereals sobrers dels anys bons, per a subsistir els anys dolents.

### Graners romans
Els antics romans empraren un sistema de graners públics. Els anomenaven «horrea» (en plural) Marc Terenci Varró  , a l’obra De Re Rustica Libri III, va parlar de graners. Enterrats («syri») i damunt terra.Luci Juni Moderat Columel·la va tractar dels graners en la seva obra.

### Blat en el setge deMessina
En la Crònica de Ramon Muntaner es pot llegir l’escassetat de blat de la ciutat de Messina assetjada pels francesos. S'esmenta el preu d’una salma de blat. L’expressió per a indicar que tots els navegants anaven xops és poc habitual: "... mas no hi hac nul hom que hagués sobre si fil exut...".

### El transport del blat pel riu Ebre
El proveïment de blat per a la ciutat de Barcelona fou un problema durant molts anys. Una de les vies importants fou la navegació per l’Ebre. Les taxes i la capacitat de retenció dels grans per part de Tortosa determinaren un transport més segur per terra a partir de Mora d’Ebre.